# بطولة العالم لسباق الدراجات على الطريق 1994
بطولة العالم لسباق الدراجات على الطريق 1994 هي الدورة ال67 من بطولة العالم لسباق الدراجات على الطريق، أجريت في أغريجنتو، إيطاليا.

## النتائج النهائية
| المسابقة              | ذهبية                            | فضية                             | برونزية                         |
| --------------------- | -------------------------------- | -------------------------------- | ------------------------------- |
| الرجال                |                                  |                                  |                                 |
| سباق الطريق ضد الساعة | لوك لوبلان (فرنسا)               | كلاوديو تشيابوتشي (إيطاليا)      | ريتشارد فيرينك (فرنسا)          |
| سباق الطريق المداري   | كريس بوردمان (المملكة المتحدة)   | Andrea Chiurato (إيطاليا)        | يان أولريش (ألمانيا)            |
| السيدات               |                                  |                                  |                                 |
| سباق الطريق ضد الساعة | Karen Kurreck (الولايات المتحدة) | Anne Samplonius (كندا)           | جيني لونغو (فرنسا)              |
| سباق الطريق المداري   | Monica Valvik (النرويج)          | Patsy Maegerman (بلجيكا)         | جين غولي (الولايات المتحدة)     |
| شبان                  |                                  |                                  |                                 |
| سباق الطريق المداري   | Miguel Morrás Mangado (إسبانيا)  | لوران لوفيفر (فرنسا)             | إلاديو خيمينيز سانشيز (إسبانيا) |
| سباق الطريق ضد الساعة | دان روجرز (أستراليا)             | Heath Sandall (الولايات المتحدة) | لوران لوفيفر (فرنسا)            |
| شابات                 |                                  |                                  |                                 |
| سباق الطريق المداري   | Diana Žiliūtė (ليتوانيا)         | Alla Epifanova (روسيا)           | Evi Gensheimer (ألمانيا)        |